# Tovuz (ville)
Pour les articles homonymes, voir Tovuz.
Tovuz est une ville d’Azerbaïdjan, capitale du raion du même nom.
La ville de Tovuz est célèbre pour sa vinification et elle possède également plusieurs sites archéologiques.

## Étymologie
La ville tire son nom d'une tribu Oghouz.

## Sports
Tovuz a une équipe de football professionnel en compétition dans l'élite du football azerbaïdjanais - PFK Turan Tovuz, jouant actuellement dans la Premier League azerbaïdjanaise.

## Villes sœurs
- Cognac, France (depuis 2015)[2]